# 量子情報
量子情報（りょうしじょうほう、英: quantum information）とは、量子状態が有する情報のことである。古典情報理論におけるシャノンエントロピーに対応して、量子情報理論では密度行列のフォン・ノイマンエントロピーを情報量の基本的な尺度として用いる。
フォン・ノイマンエントロピーは密度行列{\displaystyle \rho }に対して以下のように定義される。
{\displaystyle S=-\mathrm {tr} (\rho \log \rho )}

## 量子情報と古典的情報
量子情報とその他の情報を区別するため、一般的に量子情報でないものは古典的情報と呼ばれる。古典的情報は理論計算機科学において、0と1の二値(ビット)によって表現される。一方、量子情報は0と1の二値だけでなくそれらの重ね合わせの状態も含む。これは量子ビット(qubit)と呼ばれる。また、量子情報は古典情報と異なり任意の状態の複製を作ることができない。そして、量子情報が古典的情報と大きく異なるのは、状態を一度観測したら、その量子状態を破壊してしまうことである。
互いに直交する状態{\displaystyle \{|i\rangle \}}が確率{\displaystyle \{p_{i}\}}で混合された量子状態のフォン・ノイマンエントロピーは、確率分布{\displaystyle \{p_{i}\}}が持つシャノンエントロピーと等しい。
{\displaystyle |\Psi \rangle =a|0\rangle +b|1\rangle }
1量子ビットの情報量を持つ量子情報。電子の持つスピンを量子状態とする。
{\displaystyle |\Psi \rangle ={\frac {1}{\sqrt {2}}}\left(|\uparrow \rangle _{A}\otimes |\downarrow \rangle _{B}\pm |\downarrow \rangle _{A}\otimes |\uparrow \rangle _{B}\right)}
EPR状態(量子相関)にあるスピン2つの系。Aのスピンを測定するだけで、Bのスピンも分かってしまう。
{\displaystyle S\left(\rho _{A}\right)=-\operatorname {Tr} \left[\rho _{A}\log \rho _{A}\right]}
AB間に存在するベル状態の平均の数、つまり量子エンタングルメントの大きさを測る量はエンタングルメント・エントロピーと呼ばれる。
量子多体系エンタングルメントとブラックホールの情報エントロピーには面積測として類似性があると指摘する研究者もいる。量子ビットの集合体や量子多体系の低エネルギー状態は、幾何学的手法であるテンソルネットワークによって高精度近似ができる。 テンソルネットワークは、複数のテンソルを特定のパターンで縮約(掛け合わせて足し合わせる操作)することで、多体量子系の状態や演算を効率的に表現する方法と注目されている。

## 量子情報の応用
量子情報を利用する量子コンピュータでは、多くの情報を重ね合わせた状態のまま並列で演算できるという性質を利用して、素因数分解など特定の種類の計算に関し高速化が期待されている。ただし、理論計算機科学における古典的なコンピュータと比較して、どのような性質の問題が量子コンピュータに向いているかについては、まだ明確になっていない。また誤り訂正など、超電導方式では外部ノイズによる問題も山積みとなっている。
また、量子情報を使用した量子暗号では、観測によって重ね合わせ状態が収縮して古典的状態になるという量子情報の性質を利用して、盗聴者の影響を排除する技術が確立できるため、通常の暗号通信では考えられないほど強固な通信を行えると期待されている。
2016年8月16日未明、世界初となる量子通信衛星「墨子号」を中華人民共和国が打ち上げている。
特にMERA(Multiscale Entanglement Renormalization Ansatz)と呼ばれる種類のテンソルネットワークは、そのネットワーク構造自体が、AdS時空の離散的なモデルになっている可能性が示唆され、時空構造の形成との関連性について調べる研究が始まっている。
また数理情報学やコンピュータ科学の分野では、人工神経回路網の”重み行列積”とTNの”テンソル”は、異なる文脈で使われながらも同じ「線形変換を表現する多次元配列」であることに注目し、両者の融合と改良が発展中である。